# Boricua
Boricua (veraltet auch Boriqueño) ist die Selbstbezeichnung der Puerto-Ricaner. Sie leitet sich von der alten Bezeichnung Boriquén für die Insel Puerto Rico ab.

## Etymologie
Der Begriff stammt von dem Wort Boriken (auch Boriquén, Borinquen oder Borinquén). Bo-ri-ke-n und bedeutet deutsch übersetzt etwa „Das Land des tapferen und noblen Herrn“ (englisch: “Great Land of the Valiant & Noble Lord”) aus der Sprache der Taíno und wurde von der Taíno-indianischen Bevölkerung vor der Ankunft der Spanier als Bezeichnung der Insel Puerto Rico benutzt.

## Verwendung
Die Puerto-Ricaner wollen mit dieser Bezeichnung dem Erbe der früheren Inselbewohner, den Taíno, ihre Anerkennung zeigen. Populär wurde die Bezeichnung Boricua von den Puerto-Ricanern auf der Insel und im Ausland durch die Benutzung des Satzes „Yo soy Boricua“ („Ich bin ein Boricua“, oder „Ich bin ein Puerto-Ricaner“), um sich selbst als Puerto-Ricaner zu kennzeichnen. Eine weitere verbreitete  Variante ist Borincano, was übersetzt „aus Borinquen“ bedeutet.